# Pristimantis dissimulatus
Pristimantis dissimulatus es una especie de anfibio anuro de la familia Craugastoridae.

## Distribución
Esta especie es endémica de la provincia de Pichincha en Ecuador. Habita entre los 1.920 y 2.020 m sobre el nivel del mar en el lado occidental de la Cordillera Occidental.

## Descripción
Las hembras miden de 27.4 a 32.5 mm.

## Publicación original
- Lynch & Duellman, 1997 : Frogs of the genus Eleutherodactylus (Leptodactylidae) in western Ecuador : systematics, ecology, and biogeography. Special Publication, Natural History Museum, University of Kansas, n.º 23, p. 1-236[5]